# 闪电河水库
闪电河水库是中国河北省张家口市沽源县境内的一座水库，位于滦河系闪电河上，建于1960年。水库正常库容为1470万立方米，集雨面积为890平方千米，海拔为100.6米。